# Кућа Лакића у Тополи
Кућа Лакића у Тополи представља непокретно културно добро као споменик културе, одлуком Владе РС бр. 633-1167/97-13 од 9. априла 1997. године (Сл. Гл. РС бр. 17 од 21. априла 1997. године).
Кућа Лакића је стамбена зграда сеоског домаћинства грађена крајем 18. века, у основи развијеног типа, са подрумом испод половине приземља. Приземље се састоји од простране „куће”, са отвореним огњиштем, две собе, трема који је делимично угаони и „ћилера”. Четвороводни кров је покривен ћерамидом са широким стрехама. У подрумском делу је отворени трем на дрвеним стубовима и каменим стопама.
Припада типу ретко очуваних српских кућа у економски богатим сеоским домаћинствима на прелазу из 18. у 19. век, са непромењеним аутентичним изгледом.